# Fertőszentmiklós
Fertőszentmiklós là một thành phố thuộc hạt Győr-Moson-Sopron, Hungary. Thành phố này có diện tích 39,4 km², dân số năm 2010 là 3816 người, mật độ 97 người/km².